# Nearcha aridaria
Nearcha aridaria là một loài bướm đêm trong họ Geometridae.